# عملة ولاية ساكسونيا

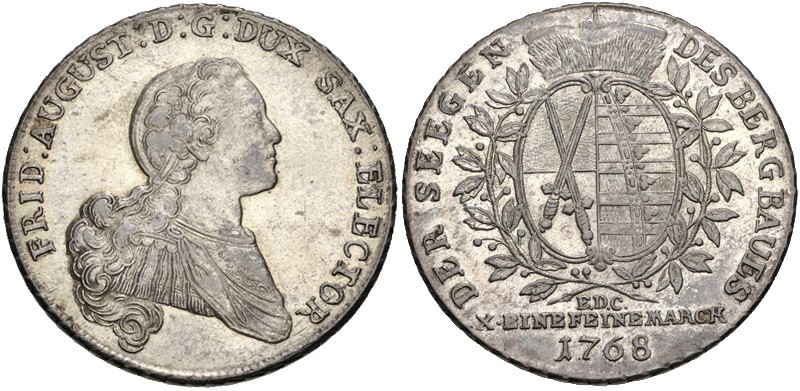
عملة Ausbeutetaler من عام 1768 لناخب فريدريك أوغسطس الثالث من ساكسونيا من دار سك النقود في دريسدن. النقش يقول نعمة التعدين / XA FINE MARCK

يتألف تأريخ العملات الساكسونية أو العملات المايسينية الساكسونية من ثلاث فترات رئيسية: فترة البفنغ الإقليمية في العصور الوسطى العليا (فترة البراكتيت )، وفترة البفنغ في العصور الوسطى المتأخرة وفترة التالر، وانتهت بتقديم المارك في عامي 1871/1872. ساعدت رواسب الفضة الغنية، التي اكتشفت بالقرب من فرايبرغ بعد منتصف القرن الثاني عشر، ولاية ساكسونيا في الحصول على مكانة رائدة في مجال سك العُملات الألمانية.
تضمن البفنغس الساكسوني ( Sachsenpfennige ) الذي سكه في شرق ساكسونيا، كما هو موضح في Sächsischer Münzkunde ("العملة الساكسونية" لوالتر هاوبت). سُكت على أساس الإصلاح النقدي الكارولينجي، واستندت إليه أقدم عملة مايسن. تُشير الأسماء المختلفة لهذه الأنواع من البفنغ إلى موقف لا يزال غير واضح في علم العُملات في العصور الوسطى.

## بفنغ عالي الجودة( بفنغ زاكسين)

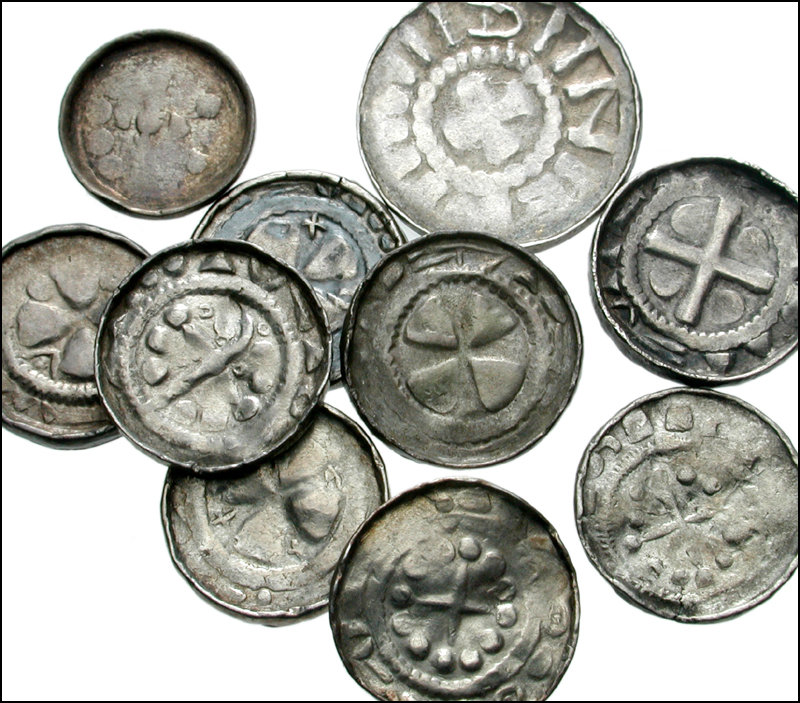
Sachsenpfennige (الكنيسة الخشبية، وصليب الشعاع، وصليب البرسيم، وصليب الصليب)

يُعد نوع البفنغ الساكسوني ( Sachsenpfennig ) ذو الحافة المرتفعة من القرنين العاشر والحادي عشر أكثر أنواع البفنغ شيوعًا في هذا الوقت، إلى جانب بفنغ أوتو أدلهيد. تُعتبر العُملات المعدنية الساكسونية من أقدم العُملات المعدنية التي سُكت في ساكسونيا. من المفترض أن عُملات البفنغ من الفترة الإمبراطورية الساكسونية التي تحمل نقش OTTO أو ODDO في بوابة الكنيسة قد سُكت في عهد الإمبراطور أوتو الأول (936-973) أو بعد ذلك بفترة وجيزة في ماغديبورغ وتنتمي إلى أقدم مجموعة من عُملات البفنغ الساكسونية ذات الحواف العالية.
واصل مارغريف مايسن سك العُملات بصفتهم وزاريين نيابة عن الإمبراطورية الرومانية الألمانية. قام مارغريف إيكارد الأول من مايسن (985-1002) بسك البفنّغ في دار سك العُملة الإمبراطورية في مايسن. الديناريوس الذي يحمل النقوش EKKINHARD و MISSNI هو أقدم عملة مايسن معروفة.

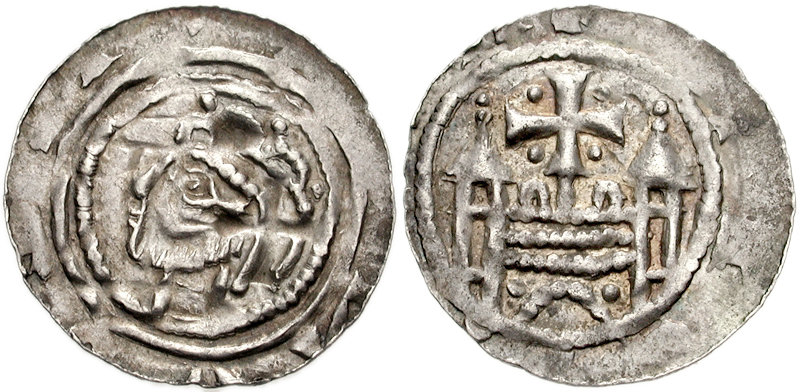
ما يسمى بـ "البفنغ الرقيق"، القرن الحادي عشر، دار سك النقود الإمبراطورية في ماغديبورغ

### تراجع سك العملة المعدنية
أدى تحويل جنيه شارلمان إلى جنيه نقدي ( Zählpfund ) في عهد الإمبراطور الفرنجي هنري الرابع (1056-1106) إلى تقادم العُملات المعدنية من نوع البفنغ التي سُكت على كلا الجانبين. تحول وزن الرطل ( Gewichtspfund ) البالغ 367 غرامًا إلى جنيه نقدي بقيمة 240 بفنغ، والذي انخفض وزنه باستمرار. أصبحت قطع البفنغ الخفيفة أكبر قطرًا. في نهاية المطاف، أصبحت الصفائح المعدنية المُستخدمة في سَك العُملة رقيقة للغاية لدرجة أنه لم يُعد من الممكن ضَربها باللكمات السُفلية والعلوية في وقت واحد في عملية واحدة. عند نقش ما يُسمى بـ "البفنغ الرقيق" ( Dünnpfennige )، لا بد من قلب القطعة الفارغة من أجل نقش الجانب الآخر. أدى ضغط الختم على أحد الجانبين إلى إتلاف صورة العُملة المعدنية على الجانب الآخر. من أجل الحصول على صورة عُملة جيدة، ومن المنطقي الاستغناء عن اللكمة الثانية وكذلك حفظ خطوة العمل الثانية.
أدت هذه الظاهرة إلى سك العُملات المعدنية الصغيرة بداية من عام 1140 تقريبًا في عهد مارغريف كونراد الكبير (1123-1156).

## فترةالبراكتيت

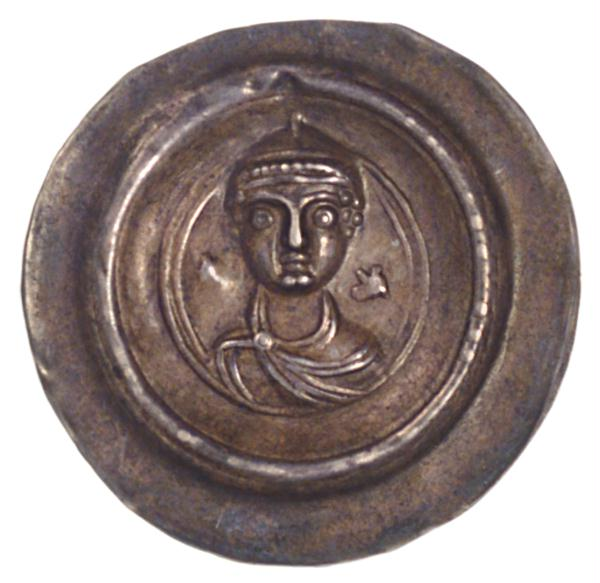
مرغريفية مايسن، مرغريف أوتو الريتش (1156–1190)، براكتيات

ظهر اسم "براكتيت" لأول مرة في نهاية القرن السابع عشر وهو مُشتق من الكلمة اللاتينية bractea ("قصدير"). في البداية كان يظهر فقط في مصطلح nummus bracteatus، "عملة القصدير". رُبما يعود التعبير الألماني blechen بدلاً من bezahlen ("الدفع") إلى أيام النقود القصديرية. من ناحية أخرى، تتحدث الوثائق القديمة عن بفنغ أو Pfund Pfennige ("جنيه بفنغ")، باللاتينية، denarius أو Talentum denariorum.
سُك أكبر كمية من عملات مايسن النقدية في الفترة ما بين عامي 1170 و1300 بواسطة دار سك العُملة الأولى في مايسن، وهي دار سك فرايبيرج. منذ القرن الثالث عشر كان هذا هو دار سك العُملة الرئيسية للدولة لبيت ويتن. بالإضافة إلى بفنغ، إصدر نصفيات (Hälblinge) وأرباع (Viertelchen). إجريت مدفوعات كبيرة في شكل سبائك فضية.
ضُربت العُملات المعدنية من جميع دور سك النقود في مايسن ولوساتيا العليا وفقًا لأسلوب نقش موحد ومعيار نقدي. وصدرت تعليمات إلى صانع العُملات الرئيسي في فرايبرغ بعدم ضرب أكثر من 244 أو 246 بنسًا من علامة الفضة (براغ) البالغة 253 غرامًا. وهذا يُعادل متوسط وزن البفنغ الواحد الذي يزن حوالي غرام واحد. ومع ذلك، فإن أعلى وزن متوسط لقطع براكتيات بوشفيتز التي عُثر عليها من عمليات سك النقود المبكرة حوالي عام 1140 هو 0.811 غرام فقط. في نهاية القرن الثالث عشر وبداية القرن الرابع عشر، كان الوزن المتوسط 0.573 غرامًا.
فَحص الوزن بالعلامة التجارية. في العُملات المعدنية في العصور الوسطى، ذلك يعني التحقق من الوزن الإجمالي لعدد مُعين من العُملات المعدنية بدلاً من التحقق من وزن قطعة فردية. نظراً للوزن غير المتساوي لقطع البفنغ الفردية، من الواضح أن تخفيض القُطع ذات الوزن الزائد إلى الوزن المتوسط ببساطة باستخدام المقص عن طريق قطع الحافة. وقص العملات المعدنية من قبل الصيارفة أو الأفراد بغرض الحصول على المعادن الثمينة بطريقة غير مشروعة جريمة يعاقب عليها بالإعدام وكانت العقوبة هي قطع اليد اليمنى.
البفنغ صالحًا فقط في منطقته الأصلية. لذلك يشار إلى فترة البراكتيت أيضًا باسم فترة البفنغ الإقليمية. كان على أي شخص يأتي من منطقة عُملة أخرى للتجارة أن يستبدل العُملة التي أحضرها معه بالعُملة المحلية. كان السند جزءًا من دخل أصحاب دار سك العملة.
كان لا بد من تغطية تكلفة سك العُملات المعدنية من خلال رسوم سنوية لتبادل العُملات المعدنية: اثنا عشر عملة قديمة مقابل تسعة أو عشرة عُملات جديدة. في قانون مدينة فرايبرغ، تحدد أنه لا يحق إلا لصاحب دار سك العُملة أو القاضي نفسه تخفيض قيمة العُملات المعدنية منتهية الصلاحية. نُقلت العُملات المعدنية الهشة في علب من الصفيح.

### سك العملةمن نوع براكتيتفي ولاية ساكسونيا
أنتجت دور السك التالية في ساكسونيا عُملات معدنية صغيرة:
- باوتسن
- كولديتز
- فرايبرغ
- جوتا
- لايبزيغ
- فايمار
- فيتنبرغ

### براكتاتالسلالات
حصلت العديد من السلالات المستقلة في منطقة ويتن على الملكية الإمبراطورية لحقوق سك العُملة. وشملت هذه:
| - أمراء أبلدا - أمراء بيبرشتاين - كونتات برينا - أمراء كولديتز - بورغريفز دوهنا - أمراء ايلينبورج - عمدة ليسنيج - أمراء لوبدبورج | - عمدة مايسن - بورغريفز نوينبورج - أمراء القطيع - فوجتس من بلاوين - أسياد والدنبورغ في فولكنشتاين - فوجتس من فايدا-جيرا - كونتات ويتن |

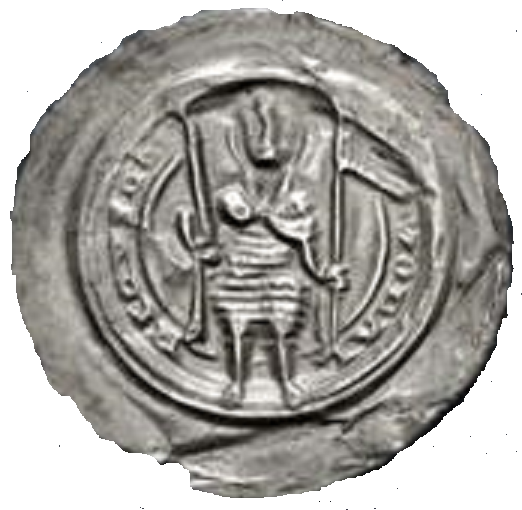
كونتات ويتين، أولريش، 1187–1206، القطر 35 ملم، 0.73 غ ( مقص )
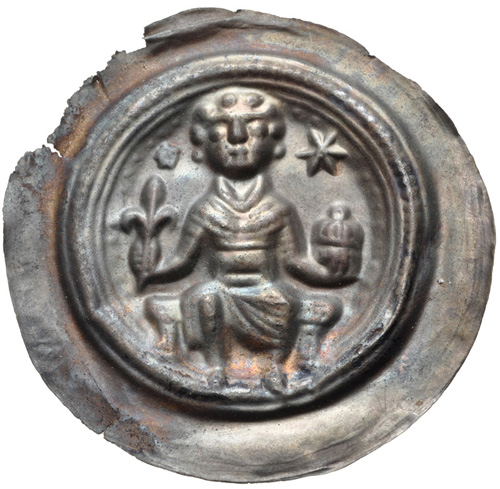
سيادة إيلينبورغ، أوتو (1191–1234)، القطر 37 ملم؛ 1.12 غ
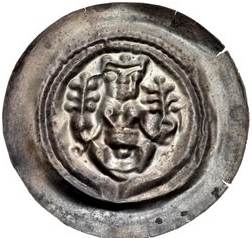
أمراء لوبدبورج (1230-1270)، غير مؤكد، القطر 32 ملم، 0.58 غ
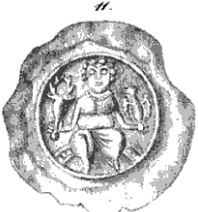
بورغريفية دوهنا، ربما هنري الثاني (1180-1225)، براكتيات دونيان
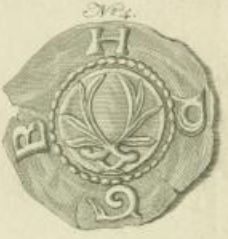
Burggrafschaft Dohna، هنري الثالث (1239–1256)، قوس دونيان
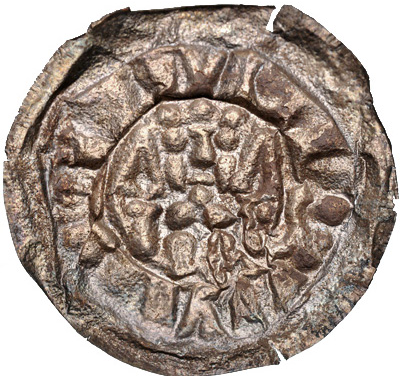
فوجتس من فايدا - جيرا ، فوجتي هنري الثامن أو الرابع، 1281-1320، القطر 43 ملم، 0.69 غ

أدى تزايد قوة مارغريفات مايسن في القرن الرابع عشر، والاستثناءات، إلى نهاية سَك النقود بواسطة الوزراء الإمبراطوريين.

### براكتات الأسقفية

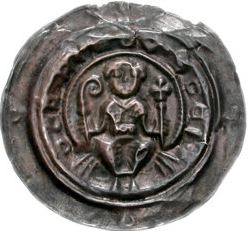
أسقفية نومبورغ ، بيرثولد الثاني من مايسن

مارس أساقفة نومبورغ حقهم في سَك العُملات المعدنية في ستريلا على نهر إلبه بالتعاون مع مارغريف مايسن.
كان أساقفة مايسن أيضًا من أمراء المناجم ودور سك النقود، و يصدرون لهم كراسات النقود. في نهاية القرن الثاني عشر، نقلت المناجم إلى منطقة شارفنبرج على نهر إلبه. وفي وقت لاحق، أصبحت القلعتان الأسقفيتان، فورتسن وستولبن، أماكن محتملة لسك النقود. سُك آخر العُملات النقدية الأسقفية في نهاية القرن الثالث عشر.
باعتبارها ديرًا مخولًا بإصدار العُملات المعدنية، قامت دير بيغاو في بيغاو أيضًا بسك العُملات المعدنية الصغيرة. تحتوي هذه على صليب عكاز كبير وعادةً ما يكون هناك نقش للاسم كعلامة لا لبس فيها. بسبب جودتها العالية وثباتها الفضية، كانت شائعة الاستخدام وحتى اعاد ختمها. تشتهر عمليات إعادة الضربات ببرغريفز مايسن، وفوغتس دير بيجاو، ومارغريف ثيودوريك، وكونت برينا، ورؤساء أساقفة ماغديبورغ.

### التسلسل الزمني لقلادات مايسن (مرغريفية مايسن)

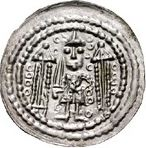
كونراد الأعظم (1123-1156)، أقدم نوع من أنواع مايسن
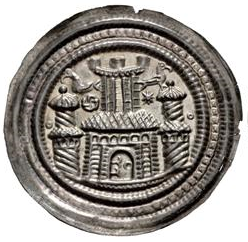
كونراد الأعظم (1123-1156)، القطر 36 ملم، الوزن 1.00 غرام
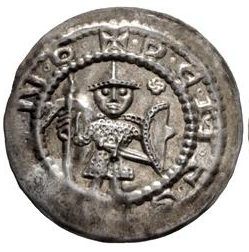
كونراد الأعظم (1123-1156)، القطر 30 ملم؛ 0.85 غرام
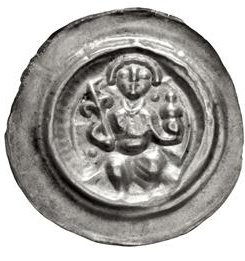
ثيودوريك المظلوم (1197-1221)، القطر 33 ملم، 0.86 غ
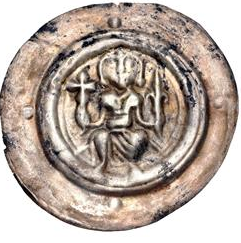
هنري الشهير (1221-1288)، القطر 42 ملم؛ الوزن 1.08 غرام
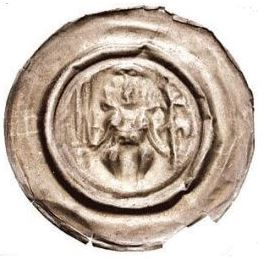
هنري الشهير (1221-1288)، سُك حوالي عام 1250

التسلسل الزمني لبراكتات مايسن صعب. باستثناء الأيام الأولى، لم يعثر على أسماء أسياد دار السك إلا بشكل استثنائي على العُملات المعدنية. اجرى تصنيف تقريبي بواسطة هاوبت:
| فترة                                   | البعد/الميزة                       | ملاحظة |
| -------------------------------------- | ---------------------------------- | --- |
| حوالي 1140/1150                        | قطر يصل إلى 37 ملم، ختم مسطح       | تم ختم أقدم البراكتات باستخدام قوالب فولاذية مزورة. القطع المقطوعة بالقالب هي شهادة على الفن الرومانسكي المحمول. تمتد صورة العملة المعدنية إلى الحافة.                                                                                   |
| ما بعد 1150 إلى أواخر القرن الثاني عشر | تخفيض تدريجي في القطر حتى 20 ملم   | لم ينخفض وزن العملة المعدنية تقريبًا. أصبحت البراكتات أكثر سمكًا وبالتالي أكثر مقاومة للكسر والضغط. حلقة عريضة وعالية من الخرز تحيط بتصميم العملة المعدنية مما يزيد من قوتها عند الانحناء.                                                 |
| حوالي 1200 إلى حوالي 1250              | قطر يصل إلى 42 ملم، ملف تعريف أكبر | إن قالب العملة المعدنية المصنوع من البرونز المصبوب قد أنقذنا من الحاجة إلى القطع بالقالب. تتطلب تقنية الصب تشكيلًا أكبر وأقطارًا أكبر. كما في السابق، تحتوي البراكيتات على حلقة تقوية، وأصبح "الأمير المتوج" صورة نموذجية للعملة المعدنية. |
| حوالي 1250 إلى 1300                    | سطح "رملي" وأقطار كبيرة            | أصبح إنتاج البراكتيات واسع النطاق بسبب العائد العالي من الفضة من المناجم. لم يعد السطح الخشن قليلاً للختم البرونزي المصبوب ناعمًا. |
| حوالي 1300                             | منتفخة إلى شكل قبعة تقريبًا         | تم تشكيل عدة قطع معدنية موضوعة فوق بعضها البعض في عملية سك واحدة. تندمج صورة العملة المعدنية في الحافة. |

بالنسبة لتجارة التصدير، يُشكل سعر الصرف الإقليمي بنطاقه المحدود والتزامه بتبادله كل عام عقبة رئيسية. وهناك حاجة إلى عُملة موحدة عبر المناطق الأكبر. كانت الحاجة إلى فئات أعلى، وليس فقط إلى البفنغ.
انتهت فترة البفنغ الإقليمية في عَهد مارغريف فريدريك الثاني (1323-1349).

## فترة غروشن
بعد استبدال البفنغ بالجروشين العريض ( grossi lati ) الذي قدمه مارغريف فريدريك الثاني في عامي 1338/39، بدأت فترة الجروشين في أواخر العصور الوسطى. في كتاب Haupt's Sächsischer Münzkunde، كلمة جروشن هي مصطلح شائع للكلمة اللاتينية grossus، وتعني تقريبًا "سمين". بالنسبة للمبالغ الأكبر من المال، سُكت العُملة المعدنية Schock، بقيمة 60 Schockgroschen صغيرة أو 20 جروشن جديدة، والعلامة، بقيمة 48 Schockgroschen .
إصدرت العُملة المعدنية الجديدة من فئة غروشن بواسطة دار سك العُملة في فرايبيرج استنادًا إلى عملة غروشن براغ التي سكها في بوهيميا منذ عام 1300. عند تغيير العملة في مارغريفية مايسن، كما هو الحال في مملكة بوهيميا، استشير المستشارين الماليين الإيطاليين.

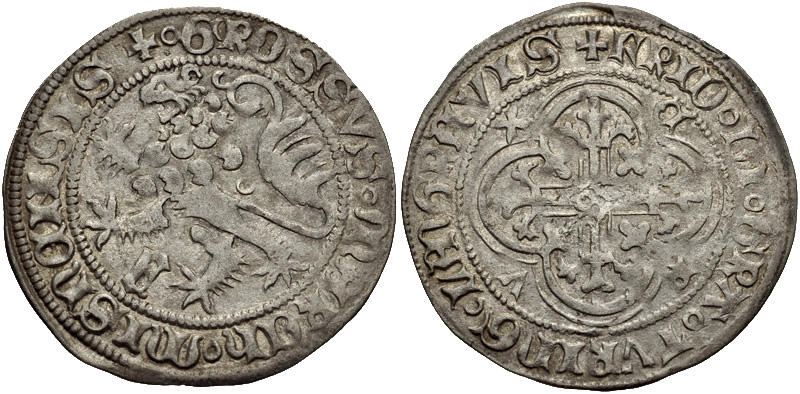
Landgrave Frederick the Peaceful (1406–1440)، مايسن جروشن بالحرف "f" والإشارة إلى "Ringel"، فرايبرغ

تغيرت العُملة إلى عملة رينيش جولدن الجديدة الأخف وزناً كأساس لعُملة غروشن في مايسن على مراحل من عام 1368 إلى عام 1369. بالإضافة إلى جروشن، سُك الفنغ والهيلرز. الغروشين يساوي 9 أو 12 بفنغ، والبفنغ 2 هيلر. إلى جانب غروشن براغ، أصبح غروشن مايسن الوحدة النقدية الرائدة في أوروبا الوسطى.
في نهاية القرنين الرابع عشر والخامس عشر، أنشأت عائلة Wettin، بالإضافة إلى دار سَك العُملة الرئيسية في فرايبرغ، دور سك عُملة أخرى في سانجرهاوزن، وتسويكاو، وغوتا، ولايبزيغ، وفايمار، وكولديتز، وويتنبرغ، ولانغينسالزا، وبعضها يعمل بشكل مؤقت فقط. ظلت دار سك العُملة في فرايبرغ هي دار سك العُملة الرئيسية للدولة حتى إغلاقها في النهاية.
دار سك العُملة في كولديتز مملوكة للناخبة مارغريت، زوجة الناخب فريدريك الثاني (1428–1464). حدث غير عادي في تأريخ العُملات في ساكسونيا هو أن الناخب دفع لزوجته تعويضًا عن المعيشة المرتفعة في عام 1456 وأنشأ دارًا للسك في كولديتز وسُمح لها بسك عُملاتها الخاصة هناك. وتشهد على هذه العُملات ما يسمى بـ "Margarethengroschen " مع الحرف "M" الإضافي في النقش.
نتيجة لسياسة الإنفاق الباهظة التي أنتهجها مارغريف ويليام الأول الأعور (1382-1407)، أصبحت البلاد وسُكانها مثقلين بالأعباء.
واجهت المدن الأجنبية الانخفاض المتزايد في قيمة العُملات المعدنية من خلال إصدار عُملات مايسن غروشن كانت لا تزال في حالة جيدة. ولم ينجح فريدريك اغسطس الاول (1381-1428) في تثبيت سعر العُملة البفنغية على أساس 20 شيلدجروشين مُقابل جولدن ريناني إلا في عام 1412.
كان على ساكسونيا أن تعترف بالذهب الرايني من أجل دعم التجارة طويلة المدى. في عام 1456 سكها أخيرًا في مدينة لايبزيغ التجارية الكبرى.
أدى اكتشاف رواسب فضية غنية جديدة في جبال الخام العُليا في شنيبيرج وأنابيرج إلى فَترة تعدين أخرى في ساكسونيا في النصف الثاني من القرن الخامس عشر. كان على دور سَك العُملة التي أنشئت حديثًا في شنيبيرج، وتسويكاو (حيث إيقاف سك العُملة منذ عام 1449)، وآنابيرج، وبوتشولز، أن تُغطي الالتزامات المالية المتزايدة للدولة من خلال سَك عدد كبير من العُملات المعدنية.
أوامر العُملة المتطابقة تقريبًا أصدرها الإرنستينيون والألبرتيون في مايو 1500، وكان من المخطط فيها الانتقال إلى العُملة الفضية الكبيرة في 4 يوليو/تموز باستخدام غولدن فضية جديدة ( غولدن غروشن)
مع الإعلان عن وجود 7 Schreckenbergers أو 21 Zinsgroschen مقابل غولدن ذهبي الراين الكامل، استبدل groschen Meissen-Saxon بعد 262 عامًا.
يعود تأريخ عُملة مايسن الذهبية، التي تُستخدم كعُملة حسابية حتى القرن التاسع عشر، إلى لوائح العُملات الساكسونية الصادرة في 9 أغسطس/آب 1490، وبموجبها تحدد قيمة الذهب الذهبي في ساكسونيا بمبلغ 21 غروشن.

### خاص مايسن-ساكسون جروشن

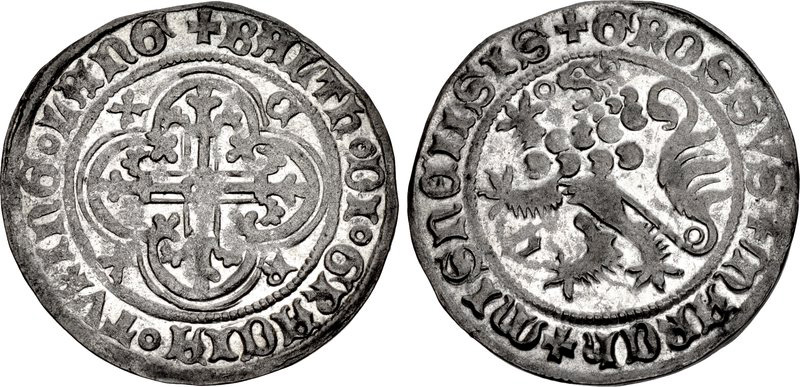
Fürstengroschen Landgrave Balthasar of Thuringia، دار سَك العُملة فرايبرغ (اختصار BALTH)،1405–1406.
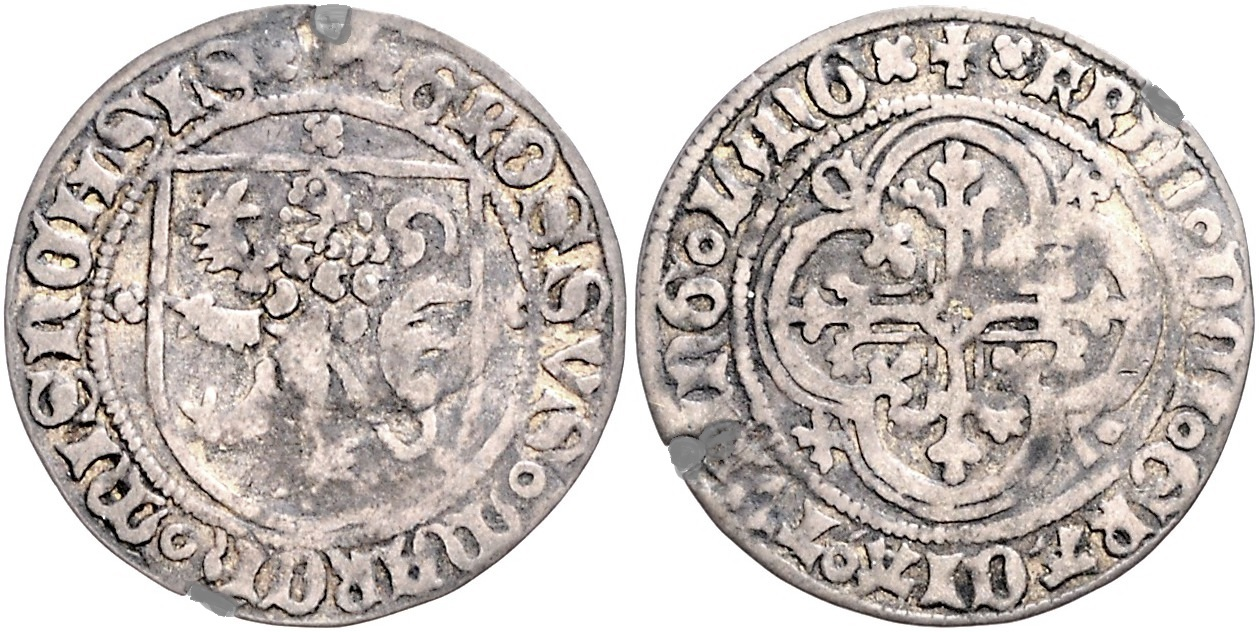
عُملة معدنية من صُنع فريدريك الرابع المشاكس، دار سَك جوتا، سكها بناءً على الإصدار الأول لعام 1405/1412. ومع ذلك، لم تُسك هذه العُملة المعدنية المدرعة المُتطابقة حتى عام 1425/1428.
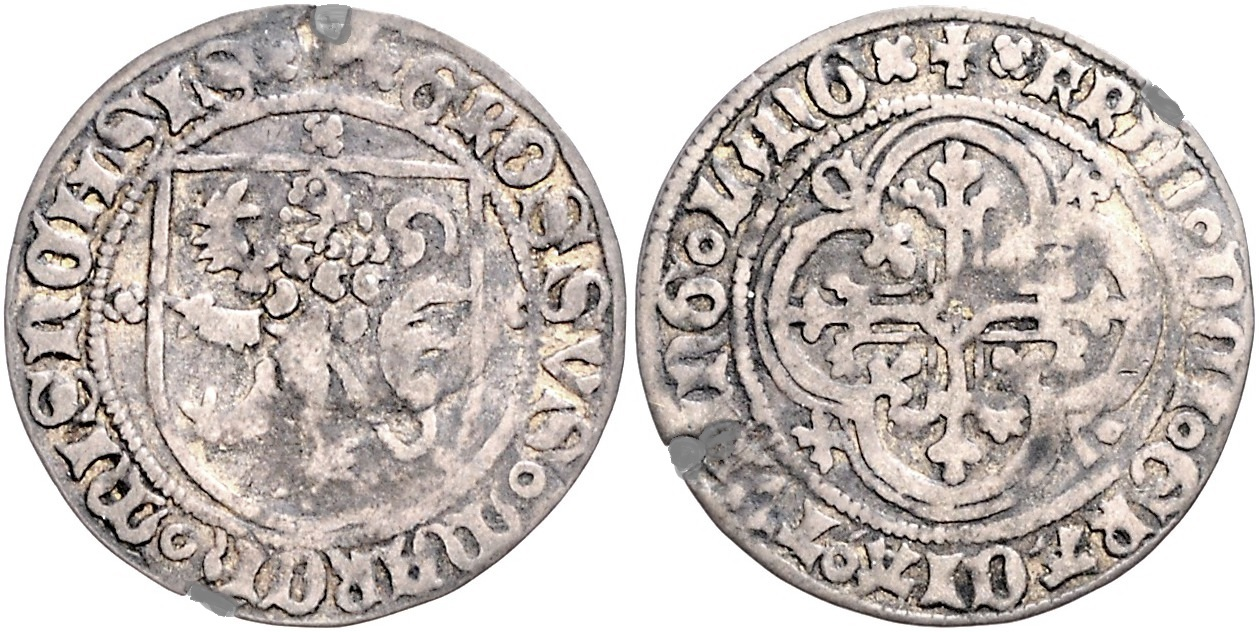
عُملة تذكارية من فريدريك الثاني اللطيف مع لاندغريف فريدريك السلمي من تورينجيا وشقيقه سيجيسموند، 1428/1431، دار سَك النقود في فرايبيرج
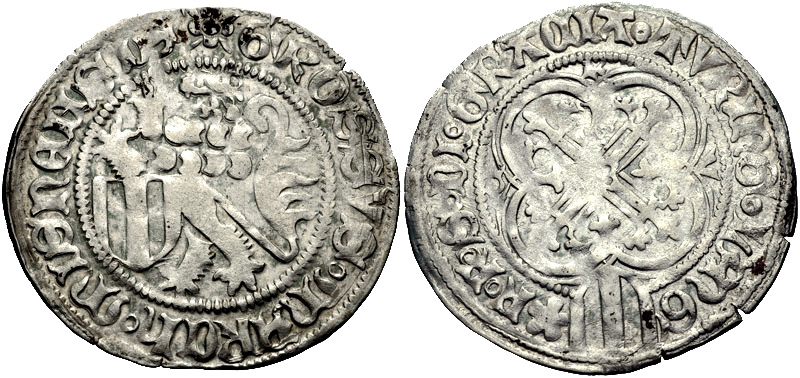
مجموعة من عُملات Pfahlschildgroschen Frederick II the Meek مع Landgrave Frederick the Peaceful of Thuringia وشقيقه Sigismund، Freiberg Mint، 1431–1436
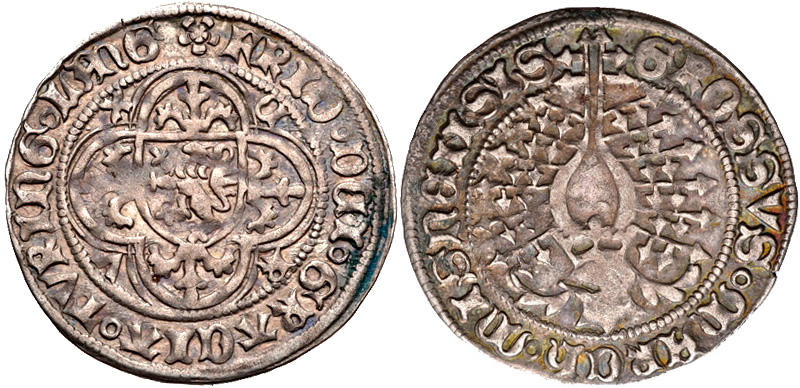
مارغريف فريدريك المشاكس، فرايبرغ هيلمجروشين، 1405–1411
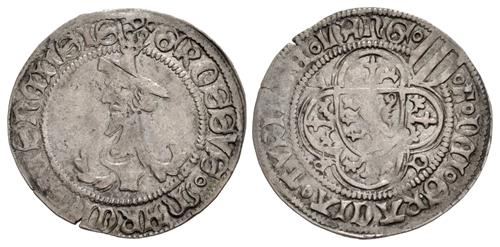
الناخب فريدريك الثاني جودينكوبفجروسشن ( Oberwähr )، فرايبيرج منت، 1444 إلى ج. 1451
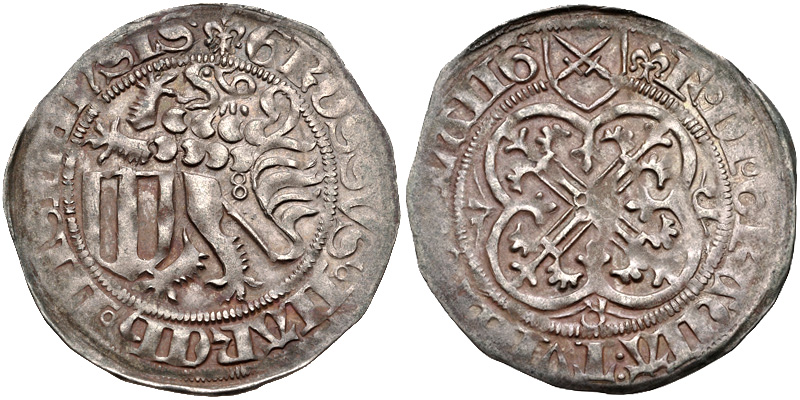
عُملات معدنية فضية من صُنع فريدريك اللطيف، من عام 1457 إلى عام 1464، تَحمل علامة دار سَك العُملة على شكل زهرة الزنبق، دار سَك العُملة في لايبزيغ، تحمل علامة حلقية مزدوجة
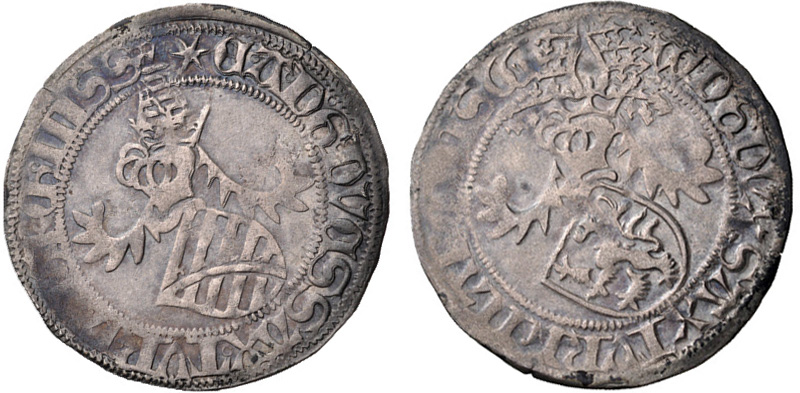
الناخب إرنست، الدوق ألبرت، الدوق ويليام الثالث، هورنغروشين من عام 1466، دار سَك النقود في لايبزيغ
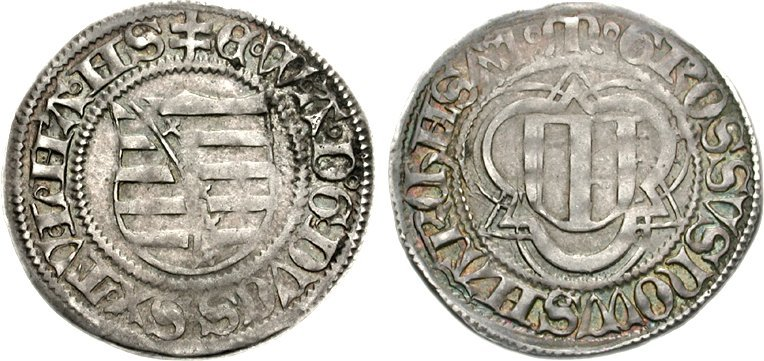
الناخب إرنست، الدوق ألبرت، الدوق ويليام الثالث مع الناخبة مارغريت (1475-1482)، Spitzgroschen من عام 1475، دار سَك النقود كولديتز (Margarethengroschen)
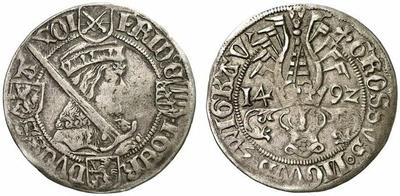
الناخب فريدريك الثالث، جون والدوق جورج، بارتغروشين عام1492، تسفيكاو وشنيبيرج لسَك العُملة
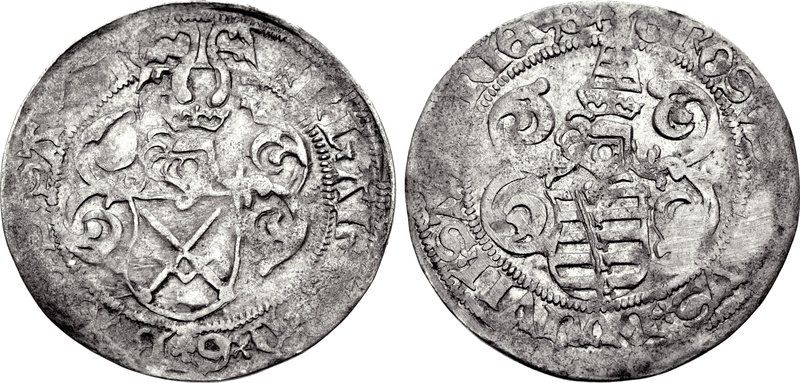
الناخب فريدريك الثالث مع جون ودوق ألبرت، شنيبيرج، زينسغروشين عام 1498

- عُملة فورستنجروشين ("جروشن الامير") من نوع جروشن مايسن، التي ضربها لاندجريف لتازار من تورينجيا (1349/79–1406) منذ عام 1393 في دار سك العملة المنشأة حديثًا في سانجرهاوزن وفي دار سك العُملة في ولاية فرايبرغ. من السمات الخاصة لهذه الجروشين أنه منذ عام 1396، يمكن التعرف على دار سك العملة من خلال اختصار اسمه. على الجانب الخلفي، نُقش الحرف "b" أمام أسد مايسن المتفشي، وهو سمة من سمات فورستنجروشين. عند وفاة بالتازار عام 1406، توقف سك فورستنجروشين وأغلقت دار سك العُملة في سانجرهاوزن.
- شيلدجروشين ("درع جروشين")، غالبًا ما تنقسم إلى شيلدجر جروشين ("جروشين المحمي") وPfahlschildgroschen ("درع السهم جروشين") أو لاندسبيرج جروشن، هي عملات معدنية من العصور الوسطى المتأخرة من مايسن جروشين، والتي سُكت لأول مرة بعد إصلاح العملة في عام 1405. الاسم المفضل للعملة، شيلدجروشين، يعتمد على حقيقة أنها أقدم لم يختم جروشن بعلامة. مع سك هذه الجروشين (التصميم السابق)، الذي كان قياسيًا منذ إصدار مايسين غروشن لأول مرة، تغيرت الصورة الموجودة على العملة. وسك نوع شيلدجروشين، على شكل Pfahlschildgroschen، حتى عام 1456. كانت عملة هيسيان "Schildgrosche"، والمعروفة أيضًا باسم Kronichte Groschen وZweischildgroschen، عملة معدنية تعتمد على مايسن شيلدغروشن والتي تشبه إلى حد كبير عملة مايسن- ساكسون شيلدغروشن؛ ذكرت هنا كمرجع.
- الهلْمغروشِن (أو "غروشين الخوذة")، ويُعرف أيضًا بغروشين تورينغيا، هو غروش حقيقي القيمة (جودهالتِيج) سُك تحت حكم مارغريف فريدريك من مايسن وبلادغراف بالثاسار من تورينغيا في مارغريفية مايسن وبلادغرافية تورينغيا بين عامي 1405 و1411، كان مخصصًا بشكل رئيسي لممتلكات تورينغيا. اسم الغروشن مستمد من الخوذة التي تحمل قمة كبيرة مرتبطة بتورينغيا. كانت غروشن الخوذة أولى غروشين مايسن التي انحرفت عن التصميم التقليدي للعُملات على كلا الجانبين. وهذه الغروشن تتميز بتصميم لافت للنظر، كان آل ويتين يهدفون إلى دعم العملة التي كانت قد ضعفت بسبب استمرار عملية تخفيض قيمة النقود.
- الغروشين ذو رأس اليهودي (Judenkopfgroschen) عُملة مصممة كعملة تجارية خارجية (أوبرواير) سكت تحت حكم الناخب فريدريك الثاني الطيب من ساكسونيا (1428–1464) وفقًا للوائح سك العُملات من عام 1444 حتى حوالي 1451. شارك شقيقه، الدوق ويليام الثالث الشجاع (1445–1482)، أيضًا في هذا المشروع. اسم العملة مستمد من الجانب العكسي للعملة الذي يظهر شعار مايسن مع رأس رجل يُسمى "رأس اليهودي".
- الغروشين ذو السيف (Schwertgroschen) هو غروش ساكسوني سُك وفقًا لقانون سك العُملات لعام 1456/57، وهو يتوافق مع نوع غروش مايسن وسُك من عام 1457 حتى 1464 في مدن فريبيرغ وكولدِتس ولايبزيغ. فوق الصليب المزهّر في الشكل الرباعي، يظهر الدرع الذي يحتوي على سيوف انتخابية متقاطعة، مما منح الغروشين اسمه. من عام 1461 حتى 1464، وسُك كعملة محلية (بيووير).
- الغروشين ذو القرن (Horngroschen) سُك بين عامي 1465 و1469 بواسطة الدوقات إرنست وألبرت مع عمهما ويليام (1465-1482). وكان هذا الغروشين أول غروش يسك من قبل آل ويتين منذ 123 عامًا مع تأريخ سنة محدد على العُملة. كان الهدف من سك هذا الغروشين هو استبدال العملة الساكسونية الضعيفة بعملة جديدة ومستقرة تمامًا، بعد أن فشلت الجهود المبذولة لتحقيق ذلك من خلال إصلاحات العُملات في عامي 1444 و1456/57، والتي تهدف إلى إنشاء عملة غروشين من طبقتين، واحدة خارجية (أوبرواير) والأخرى داخلية (بيواير).
- الغروشين ذو الرأس المدبب (Spitzgroschen) سُك وبيع تحت حكم الناخب إرنست (1464/85–1486)، وشقيقه الدوق ألبرت الجريء (1464/85–1500)، وعمّهم الدوق ويليام الثالث الشجاع (1445–1482) من عام 1475 حتى 1482 وفقًا لمرسوم سك العُملات بتاريخ 28 ديسمبر/كانون الاول 1474. والهدف من سك هذا الغروشين هو إزالة الشكوك العامة حول غروشين هورن المصنوع من الفضة الممزوجة. في انتخابية ساكسونيا تحت حكم الناخب موريس (1541-1547-1553) والناخب أغسطس (1553-1586)، اعيد سك بعض هذه العملات من عام 1547 حتى 1553.
- الغروشين المسمى "غروشين مارغاريث" (Margarethengroschen) هي غروش ساكسونية سُك من عام 1456 حتى 1477 في دار سك كولدِتس مع إضافة حرف "M" في بداية النقش أو داخل النقش. يشير حرف "M" إلى مارغاريث (حوالي 1416–1486)، زوجة الناخب فريدريك الثاني (1428–1464) من ساكسونيا. تعتبر العُملات التي سُكت في عام 1456 غير قانونية من الناحية الفنية، لأنها وضعت اسمها قبل اسم الناخب وأصدرت عُملاتها الخاصة، على الرغم من أنها لم تحصل على حقوق السك إلا من الإمبراطور في سبتمبر/أيلول 1463.
- الغروشين ذو اللحية (Bartgroschen) هو اسم العملة التي سُكت بين عامي 1492 و1493 بكمية تداول بلغت 205,000 قطعة. إصدرت من قبل دار سك زفيكاو ودار سك شنيبرغ، وتحمل صورة للناخب فريدريك الثالث من ساكسونيا (1486–1525). هذه الغروشين أول عملات في تاريخ سك العُملات الساكسونية التي تحمل صورة الحاكم.
- زنزغروشن ("غروشن الفائدة")، موتغروشن أو شنيبرغر هي أسماء لعملات الغروشن الساكسونية التي سُكت منذ عام 1496، وتُستخدم لدفع بعض الضرائب (الفائدة). سُك هذا النوع الجديد من الغروشن لمدة ثلاث عقود ونصف وكان نموذجًا لغروشن القرن السادس عشر.Elector Frederick III the Wise with Dukes John the Steadfast and Albert the Bold, Annaberg Schreckenberger, undated, (1498/1499)

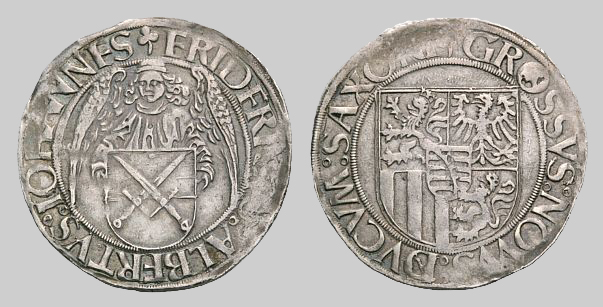
Elector Frederick III the Wise with Dukes John the Steadfast and Albert the Bold, Annaberg Schreckenberger, undated, (1498/1499)

- سُكت عملات شريكنبرغر من مناجم الفضة في شريكنبرغ وفقًا لقانون السك الصادر في 18 أغسطس/آب 1498. كانت هذه الغروشن الأكبر حجمًا الجديدة بقيمة 3 غروشن وإصدت بصفاء 861/1000. وكان هناك 7 شريكنبرغر لكل فلورين رايني.

كانت عُملات زنزكروشن المصنوعة من فضة Schneeberg وعُملات Schreckenberger بمثابة الطريق أمام عُملة الجولدن الفضية الجديدة التي قُدمت في عام 1500 على غرار النموذج التيرولي والتي كانت أول عملات تالر ساكسونية.

## فترة الثالر
بداية فترة الثالر عام 1500، أصبحت جميع علامات دار السك معروفة. كانت هذه العُملات في:
- أنابيرج
- باوتسن
- بوخهولز
- دريسدن
- فرايبرغ
- لايبزيغ
- شنيبيرج
- تسفيكاو

### الثالراتالحكومية (1500–1571)
نهاية القرن الخامس عشر، أدت الأساليب التقنية والاقتصادية الجديدة في التعدين الساكسوني إلى إنتاجية عالية غير عادية من الفضة. ودفع هذا الناخب فريدريك الثالث الحكيم (1486-1525) وشقيقه جون الثابت (1486/1525-1532)، بالاتفاق مع جورج الملتحي (1500-1539)، بصفته ممثلاً لوالده ألبرت الجريء (1464/1485-1500)، إلى إصدار ما يُسمى بقانون سَك العُملة في لايبزيغ لعام 1500. وفقًا لهذا، كان من المُقرر ضرب قطعة غروشن (جولدن غروشن) ومقارنتها بقطعة غولدِن (الرينية). كان الثالر (المسمى أيضًا Klappmützentaler ) يُسمى في البداية جولدن أو جولدينجروشن، ويُعادل الذهب الرايني في الفضة.
ظهرت على العُملة النقدية Locumtenenstaler التي سَكها الناخب فريدريك الحكيم من ساكسونيا، حالتهُ باعتبارهُ نائبًا إمبراطوريًا لأول مرة عام 1507، منقوشًا على هيئة "Imperique locumtenens generalis" (اللاتينية =الحاكم العام الإمبراطوري). هذه هي العُملات النقدية الأولى في ولاية ساكسونيا. ونُسبت جائزة شوتالر الأخرى لفريدريك الحكيم (1522) إلى ذكرى مارتن لوثر الفخرية، وقد تكون أيضًا ميدالية.
خلال فترة فصل العُملة السكسونية، رفعت العُملة المشتركة المتفق عليها بين الإرنستينيين والألبرتيينيين بموجب تقسيم لايبزيغ في عام 1485 مؤقتًا من عام 1530 حتى نهاية عام 1533. عندما فقد الإرنستينيون كرامتهم الانتخابية أمام الألبرتينيين في عام 1547، أخيرًا الغى العُملة التي سكها سابقًا بالتعاون الأخوي. كان الناخب الجديد موريس (1541–1547–1553) يسُك العُملات المعدنية باسمه فقط. بدأت فترة جديدة، تأريخ سَك عُملات منفصل تحت الخط الانتخابي الألبرتيني لبيت ساكسونيا.

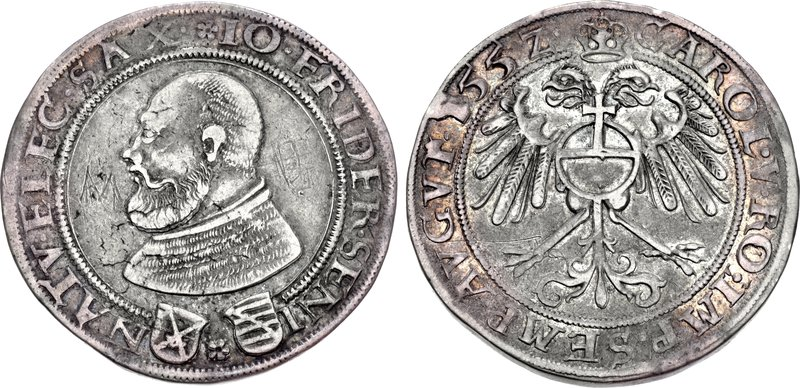
دوقية ساكسونيا، تالر جون فريدريك العظيم بعد سجنه، 1552، دار سك العملة سالفيلد.

تُشكل سَك العُملات من خط إيرنيستين والخطوط اللاحقة والفرعية في الأراضي التورينجية الواسعة المتبقية أيضًا جزءًا من تأريخ العُملات الساكسونية، ويمكن التعامل معها بشكل منفصل في تنوعها. يغطي تأريخ سَك العُملات في دوقية ساكسونيا أو عائلة ساكسون-إرنستين الفترة من عام 1547 إلى عام 1572 في الممتلكات التورينجية المتبقية من عائلة إرنستين. كانت هذه الفترة بعد معركة مولبيرج وحتى تقسيم دوقية إرنستين إلى ساكس كوبورغ آيزناخ وساكس فايمار (ساكس فايمار القديمة) في عام 1572.
قام الناخب الألبرتيني أغسطس (1553-1586) بمركزية سَك العُملات من خِلال الجمع بين إنتاج الدولة من العُملات المعدنية في دار سَك واحدة. أصبحت دار سك العملة الجديدة في دريسدن هي دار السَك المركزية للدائرة الانتخابية بأكملها. تولى أغسطس منصب مرسوم سَك العُملة الإمبراطورية عام 1571، بدأت المرحلة الثانية من عُملة الثالر.
- عُملات الثالر بناءً على المعيار النقدي الساكسوني:

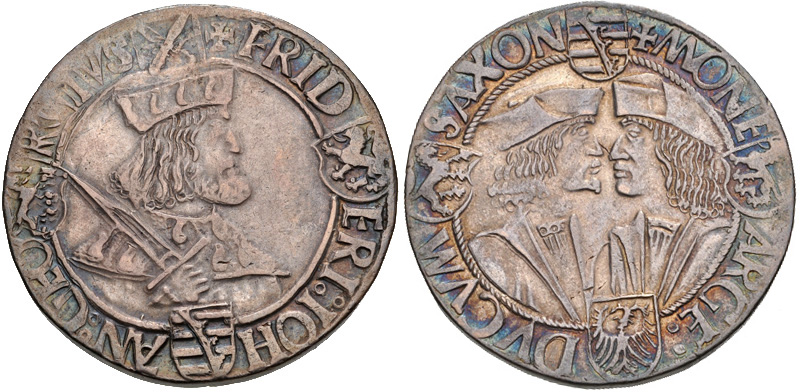
الناخب فريدريك الثالث والدوقان جون وجورج، جولدن (Klappmützentaler)، غير مؤرخ، Mmz. كروس (1512–1523)، أنابرج
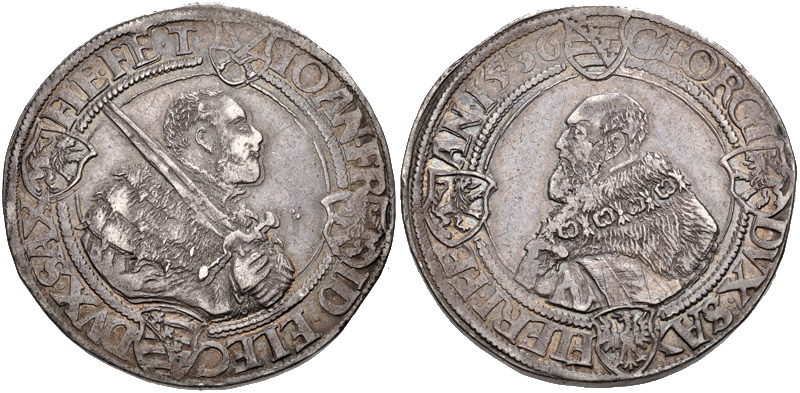
كورفورست جون فريدريك العظيم والدوق جورج، غولدينغروشين، 1536، بوخهولز
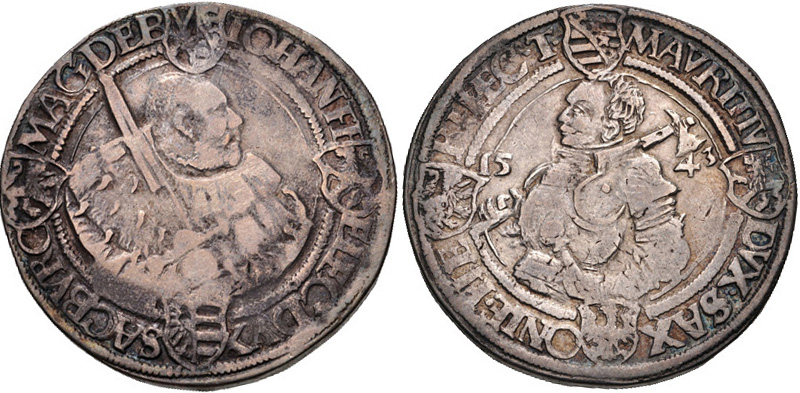
الناخب جون فريدريك العظيم (صورة مع السيف الانتخابي على كتفه) والدوق موريس (صورة مع فأس المعركة على كتفه)، جولدينجروسشين عام 1543، بوخهولز
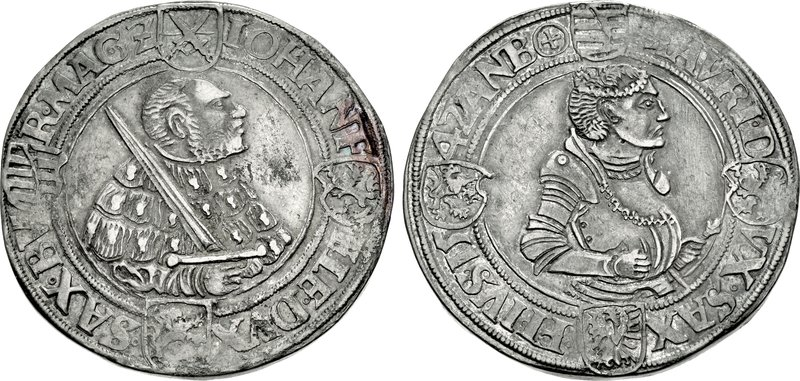
الناخب جون فريدريك العظيم والدوق موريس، غولدينغروشين، 1542، أنابيرغ
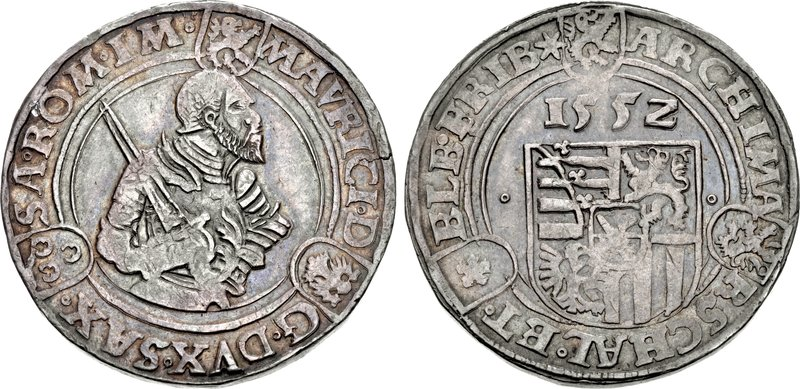
الناخب موريس، جولدينجروشين، 1552، فرايبرغ. الفصل النهائي للعُملات المعدنية عام 1547
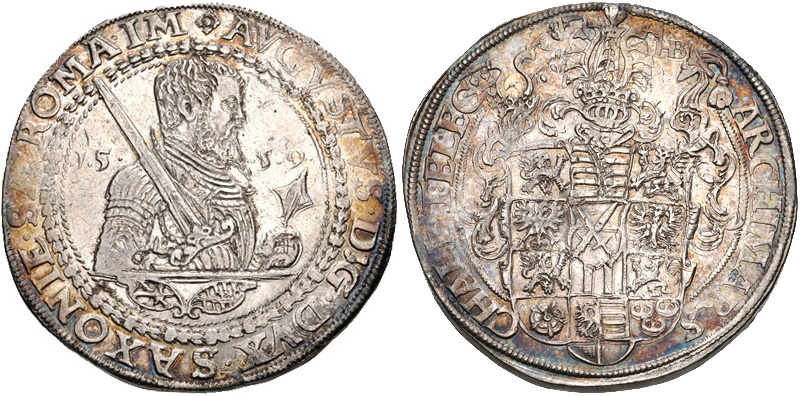
الناخب أغسطس، غولدنغروشين، 1559، دريسدن
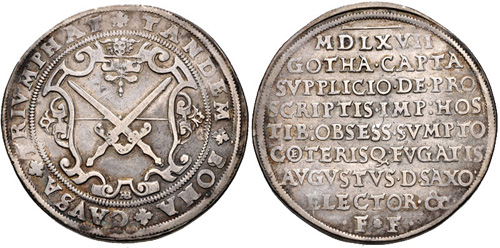
الناخب أوغسطس، الثالر الصادر عند الاستيلاء على جوتا (1567)، درسدن

### الثالراتالإمبراطورية (بعد عام 1571)

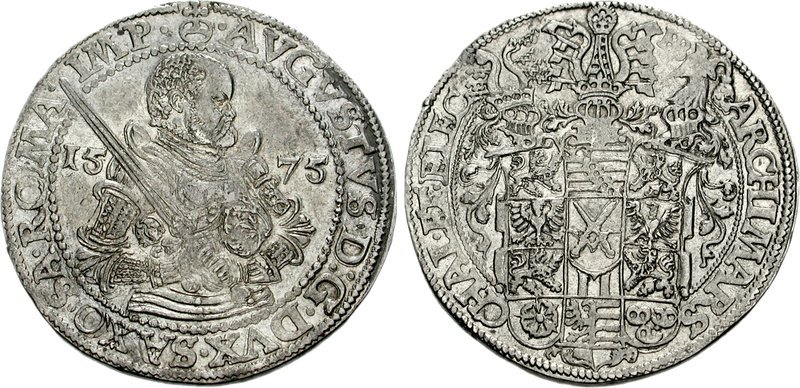
الناخب أوغسطس، الرايخستالر ، 1575

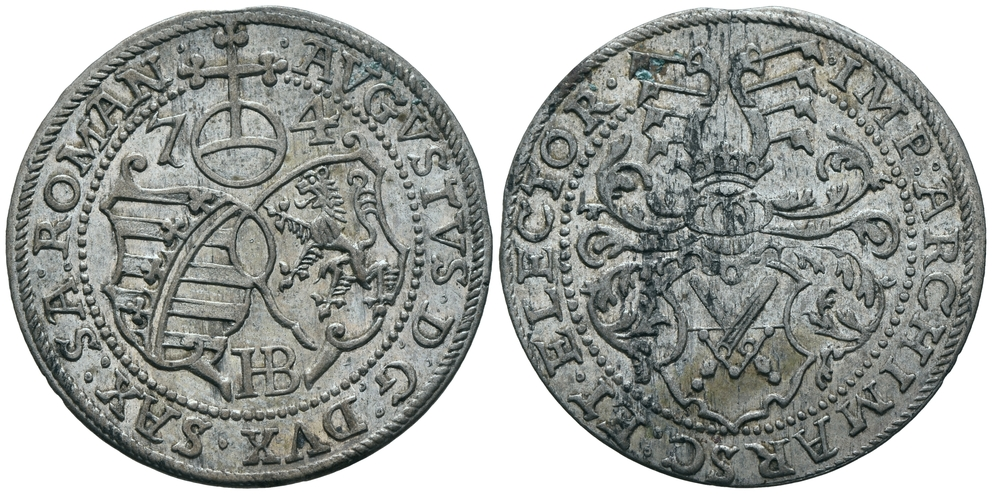
الرايخستالر (جروشين)، 1571

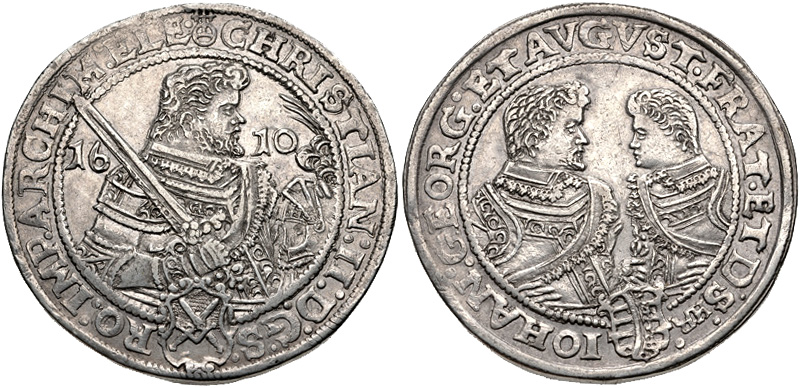
Dreibrüdertaler ، من عام 1610

عام 1571، انضم الناخب أغسطس وعائلات الدائرة الساكسونية العليا والدائرة الساكسونية السفلى إلى Reichsmünzordnung في أوغسبورغ عام 1559. كانت الدوائر الإمبراطورية العشر، التي تقسم الإمبراطورية الرومانية المقدسة للأمة الألمانية إليها، مسؤولة عن مراقبة الامتثال لنظام العُملات الإمبراطوري. جميع العُملات المعدنية تأتي من دار سك النقود في دريسدن.
الثالرات بعد الانضمام إلى Reichsmünzordnung في عام 1571:
- 1571–1667 معيار سك العملة الإمبراطوري (Reichsmünzfuß ): 9 Reichstaler إلى العلامة الجميلة

| الاسمي                      | الوزن (جم) | الدقة (0/00) |
| --------------------------- | ---------- | ------------ |
| الرايخستالر في 24 غروشن     | 29.23      | 888.89       |
| بقيمة 12 جروشن              | 14.62      | 888.89       |
| بقيمة 6 جروشن               | 7.31       | 888.89       |
| Reichstaler بقيمة 3 جروشن   | 3.61       | 888.89       |
| رايخستالر (1 جروشن )        | 2.15       | 500          |
| دراير أو دراير (1⁄4 غروشن ) | 0.85       | 312.5        |
| بفينيج (1⁄12 غروشن )        | 0.34       | 250          |

العملات الذهبية والذهبية المزدوجة، والتي سُكت بعد انضمام ساكسونيا الانتخابية إلى نظام العُملات الإمبراطوري، ليست جزءًا من الفئات الساكسونية لنظام العُملات الإمبراطوري. Reichsgulden في 21 جروشن (1584) هي عُملة معدنية سُكت للحساب.

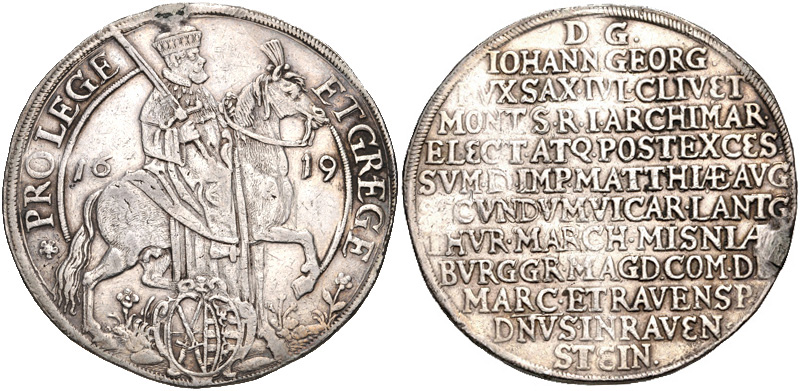
الناخب جون جورج الأول، نائب الثالر، 1619

كان بإمكان ناخبي ساكسونيا، الذين كانوا أغنياء بالفضة، إنتاج عُملات تذكارية واسعة النطاق بالإضافة إلى العملات المعدنية المتداولة. العملات المعدنية الساكسونية المسكوكة من عام 1612 هي عملات تذكارية لناخبي ساكسونيا، الذين يصورونهم كممثلين للإمبراطور في الأراضي الإمبراطورية بموجب القانون الساكسوني الذي صُيغ خلال فترة العرش الإمبراطوري. لقد تقاسموا النيابة الإمبراطورية مع راينلاند.
بين عامي 1571 و1667، حاولت الدائرة الساكسونية العليا الالتزام بالمعيار النقدي الإمبراطوري. أدى الانخفاض في تعدين الفضة وارتفاع تكلفة سك العُملات الصغيرة وما يترتب على ذلك من نقص إلى تضخم كيبر ويبر من 1619 إلى 1623، بالإضافة إلى إنشاء العديد من دور سك العملة كيبر.

### فترةكيبروويبر(1620–1623)

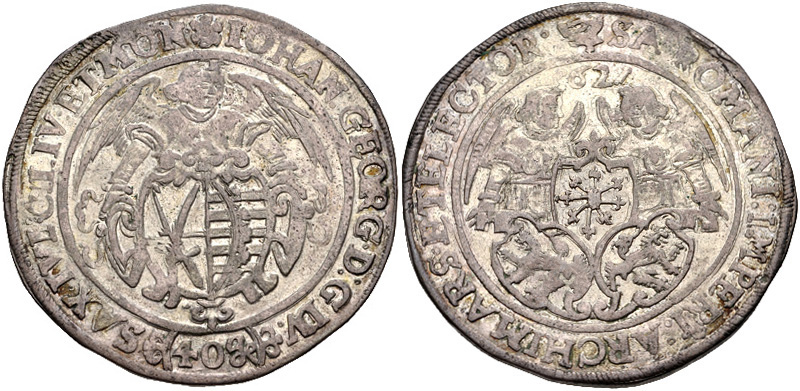
الناخب جون جورج الأول، 40 كيبرجروسشن (كيبرتالر مقابل 40 جروشن) 1621، كيبر مينتس، دريسدن

كُسر احتكار دار سَك العُملة في دريسدن مع إنشاء العديد من دور سك العملة كيبر. من المحتمل أن التشابه الكبير بين العُملات المعدنية المؤقتة والعُملات المعدنية عالية الجودة Schreckenberger أو Engelsgroschen التي سُك في ساكسونيا وتورنغن بين عامي 1498و1571 هو ما جعلها عُملات معدنية شائعة في ساكسونيا الانتخابية. لم يكن من الممكن الاعتراض على العُملات المعدنية، لأنها لم تكن تالر أو أقسامها الفرعية، بل قطع غروشن، أي عملات الدولة ( Landesmünzen )، ولم يكن لزامًا عليها أن تتوافق مع لوائح العُملات الإمبراطورية. إنتج أصغر العُملات المعدنية، وكانت عبارة عن عُملات معدنية من النحاس ذات جانب واحد، بواسطة مطحنة جرونثال هامر.
أدى الاضطراب الكامل للنظام المالي إلى إجبار ولاية ساكسونيا الانتخابية العودة إلى معيار العُملة الإمبراطورية في عام 1623. لم يلغى نظام Reichsmünzordnung رسميًا.

### زينا ومعيار لايبزيغ (1667–1690–1763)

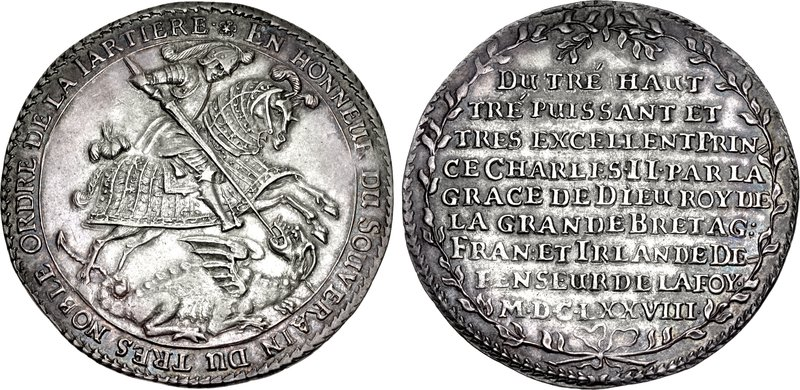
الناخب جون جورج الثاني، كورانتالر (Hosenbandtaler)، 1678، 23.32 جنيه إسترليني. لم يتم سك كورانتالر إلا في حالات استثنائية.

بعد نهاية حرب الثلاثين عامًا، كانت هناك فترة كيبر ثانية أو أقل، وأنهتها ولاية براندنبورغ الانتخابية وساكسونيا الانتخابية، مع ذلك، بالاتفاق على معيار العُملة في زينا عام 1667 وعكس ارتفاع سعر الفضة. في نفس العام، إوقفت عملية سك العُملات المعدنية الحكومية قصيرة الأجل لمنطقة لوساتيا العليا في دار سك العملة في باوتسن بسبب الفشل. ال2⁄3 تالر (2⁄3 Kuranttaler ) أو جولدن بقيمة 16 أصبح جروشن هو الطائفة الرئيسية الجديدة. لم تُسك عُملة كورانتثالر التي تقدر قيمتها بـ 24 غروشن، وكانت تُسمى سابقًا رايخثالر، مع بعض الاستثناءات. في معاملات الدفع، الثالر عبارة عن عُملة معدنية بقيمة 24 غروشن. ولهذا السبب تُختم العُملة المعدنية من فئة 24/EINEN/TALER على قطع البفنغ. يشير الثالر إلى Rechnungsthaler غير المسكوك. لم تعد هذه العملة تعتمد على قرارات الرايخستاغ، بل على الاتفاق بين ولايتي براندنبورغ الانتخابية وساكسونيا الانتخابية. سُك الرايخستالر فقط باعتباره <i id="mwA78">عُملة رايخستالر خاصة</i> بقيمة 28 غروشن مقابل التزام الدفع لإدارة التعدين الساكسونية.
العُملة المعدنية وفقًا لمعاهدة زينا لعام 1667

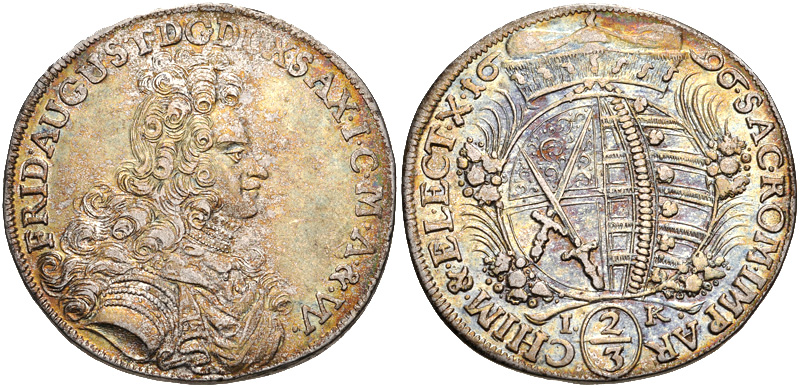
الناخب فريدريك أوغسطس الأول (أغسطس القوي)، كورانتالر (غولدن)، 1696، دريسدن. يجب التمييز بشكل واضح بين هذه الجولدن المسكوكة و" الجولدن " المحاسبية الوهمية (مايسن).

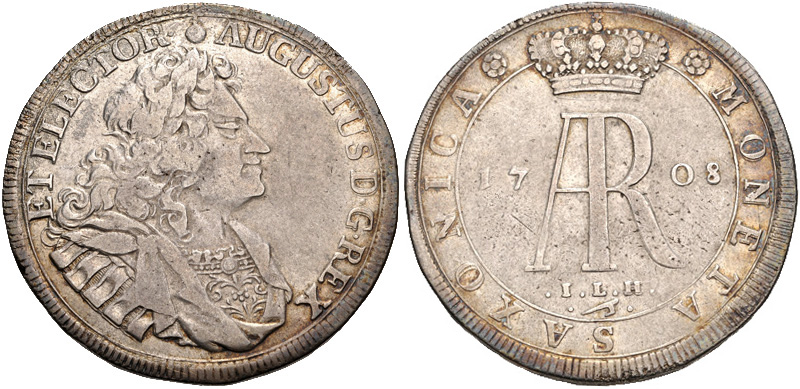
الملك أوغسطس الثاني ، عملة معدنية خاصة تقدر قيمتها بـ 32 غروشن من عام 1708، ولا تزال تُضرب وفقًا للمعيار الإمبراطوري؛ تحمل لقبًا ملكيًا ولكن لا توجد إشارة إلى بولندا. أمر فريدريك أوغسطس بسك هذه العملة بعد أن اضطر إلى التنازل عن العرش البولندي.

- معيار عملة الزيني 1667-1690: 101⁄2 كورانتالر ضد العلامة الدقيقة

| الاسمي                      | الوزن (جم) | الدقة (0/00) |
| --------------------------- | ---------- | ------------ |
| كورانتالر في 24 غروشن       |            |              |
| في 16 جروشن                 | 16.7       | 888.89       |
| في 8 جروشن                  | 9.74       | 760.42       |
| كورانتالر 4 جروشن           | 4.87       | 760.42       |
| جروشين                      | 1.99       | 465.28       |
| دراير أو دراير (1⁄4 غروشن ) | 0.90       | 250          |
| بفينيج (1⁄12 غروشن )        | 0.35       | 204.86       |

عام 1690، تطلب الارتفاع المستمر في سعر الفضة إجراء تعديل آخر على العُملة. وكانت النتيجة هي معيار لايبزيغ، الذي أعلنه الرايخستاغ في ريغنسبورغ في عام 1735 باعتباره معيار العُملة الجديد. لا تزال العُملات المعدنية من نوع Speciesreichstaler تُسك وفقًا لأنظمة العُملة الإمبراطورية، وبقيمة متزايدة تبلغ 32 غروشن.
- سك العُملات المعدنية وفقًا لمعيار لايبزيغ (1690-1763): 12 كورانتالر وفقًا للعلامة الدقيقة

إصدرت العُملات المعدنية التي سكت وفقًا لمعيار لايبزيغ، أي كورانتالر، بنفس الفئات كما في السابق، بين عامي 1693 و1733 بوزن ودقة مختلفين.
سُكت العُملات المعدنية الصغيرة وفقًا لمعيار دار سك تورجاو. إنشأت طوائف جديدة1⁄12 ثالر (غروشين مزدوج) و1⁄48 تالر (1⁄2 غروشن).
في دائرة ساكسونيا، تداولت عُملات Schuesselpfennigs منخفضة القيمة أيضًا باعتبارها "غزاة". ويُشار إليهم باسم Näpfchenheller ("البفنغ الطبقي") في ولاية سكسونيا. يأتي اسم العُملة من ملفات ساكسونية تعود إلى عام 1668.

### معيارWechselthaler1670/71

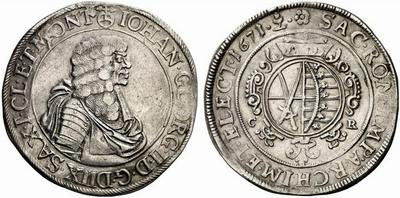
Wechseltaler ، 1671 (بدون نقش WECHSELTHALER)، دار سك العملة في دريسدن

في عامي 1670 / 1671، سكت عملة Wechselthaler وفئاتها الفرعية بناءً على معيار Wechselthaler.
إصدرت عملة Wechselthaler في عهد الناخب جون جورج الثاني (1656–1680) وفقًا لمعيار Wechselthaler أو بورغونديا (861/1000) درجة النقاوة). كان المقصود من الثالر وفئاته الفرعية أن يكون بمثابة عملة نقدية ( Wechselgeld ) لتشجيع تجارة لايبزيغ مع هامبورغ وهولندا. لذلك تحمل العُملات الأولى الصادرة عام 1670 نقش WECSELTHALER على الوجه الخلفي. معيار Wechseltaler صالحًا فقط في ساكسونيا الانتخابية في عامي 1670 و1671.

### عملات بنكوتالرساكسونية بولندية وفقًا للمعيار البورغندي (1702)

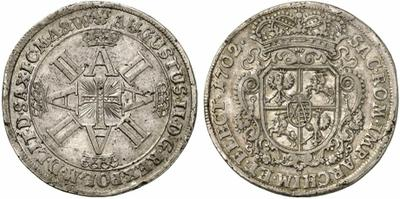
صانع البنوك الساكسوني البولندي عام 1702، لايبزيغ لسك العملة، المعروف باسم "Beichlingscher Ordenstaler"

عام 1702، أمر أغسطس القوي (1694-1733) بسك ثلاثة عُملات معدنية مختلفة في دار سك العُملة في لايبزيغ. كانت قيمتها تعادل قيمة التالر البولندية التي سُك وفقًا للمعيار البورغندي، وبالتالي كانت أقل قيمة إلى حد ما من التالر التي سُك وفقًا للمعيار الإمبراطوري. كانت هناك تاليرات ساكسونية ذات قيمة أقل، ولكن كان هناك أيضًا تاليرات بولندية عادية.
سُكت النقود المعدنية من قبل المستشار الكبير ( Großkanzler ) وولف ديتريش، كونت بيتشلينجن. على ما يسمى Beichling Ordenstaler عُرض صليب النظام فقط، ولكن ليس وسام الفيل، كما كان الحال مع اثنين من تيلر الآخرين.
من المفترض أن يكون بيتشلينجن صمم هذا الصليب ليكون صليب وسام دانيبروغ الدنماركي الذي كان فارسًا فيه، وهذا الصليب كان بالتالي إهانة للملك. كان الكونت، الذي كان مسؤولاً أيضًا عن سك عُملات روتر سيوفزر الرديئة في عامي 1701 و1702، خارج دائرة الاهتمام. توقف سك العُملات النقدية الثلاثة في سنة إصدارها.

### معيارالاتفاقية(1763–1838)
تَطلب تعطيل العُملات المعدنية أثناء حرب السنوات السبع (1756-1763) إصلاحًا عاجلًا للعُملة المعدنية. أدت المساهمات البروسية والعُملات المزيفة التي قام بها فريدريك الثاني (1740-1786) كوسيلة لتمويل الحرب إلى الانهيار الكامل للنظام النقدي في ساكسونيا وبولندا.

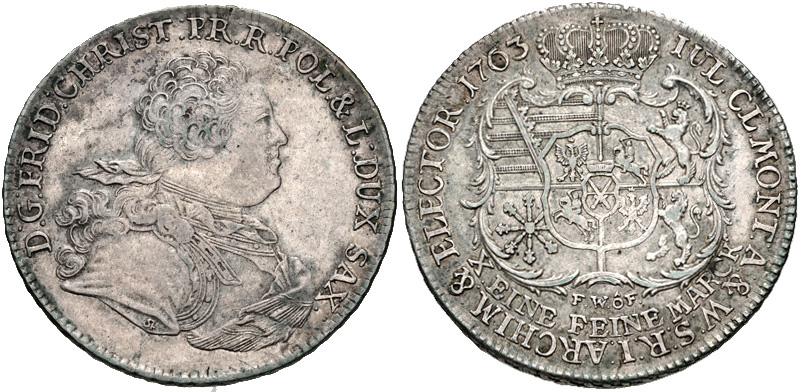
الناخب فريدريك كريستيان ، دار سك العملة في دريسدن عام 1763، مع نقش X EINE FEINE MARCK، دار سك العملة في دريسدن

في 14 مايو/أيار 1763، قدمت ساكسونيا الانتخابية والإمارات الإرنستية معيار الاتفاقية، المعروف أيضًا باسم معيار العشرين جولدن. من هذه العلامة الفضية الجميلة يبلغ سعرها تقريبًا 234 غرامًا، تُسك العُملات التالية في ساكسونيا:
- 10 متخصص في الاتفاقية ( Conventionsthaler ) = 202⁄3 ثالر = 401⁄3 ثالر = 801⁄6 ثالر = 1601⁄12 ثالر (جروشين مزدوج) = 3201⁄24 ثالر (جروشين) = 9601⁄48 ثالر (نصف جروشن).

إجرت الحسابات بالعُملة المعمول بها في الاتفاقية. 1 تالر (Reichstaler ) كان عبارة عن وحدة حسابية بقيمة 24 غروشن. ظلت عُملات الاتفاقية من فئة غروشن إلى فئة سبيسيستالر مستقرة طوال فترة صلاحية معيار عملة الاتفاقية.
سُكت عملات دوقية من فئة 5 تالر ( أغسطس دور ) و10 تالر (أغسطس دور مزدوج) كعُملات ذهبية، في المقام الأول للتجارة طويلة المدى والجملة. كما أنها ظلت دون تغيير في الوزن والنعومة. العُملات المعدنية الأخرى هي قطع هيلر، وبفنغ، و3 بفنغ، و4 بفنغ، و8 بفنغ، والتي جُمعت كعُملات وطنية أو إقليمية. لم تكن كل من العملات الذهبية والعملات المعدنية من فئة بنفنغ من أموال الاتفاقية.
من عام 1804 إلى عام 1825، جميع عمليات سك النحاس في ساكسونيا تجري في مصنع Grünthal Mint، يقع في "Althammer" ("مطحنة المطرقة القديمة") التابع لمصنع Grünthal للخشب، وبني كفرع لدار سَك العُملة في دريسدن.

### معيارثالر 14(1839–1856)

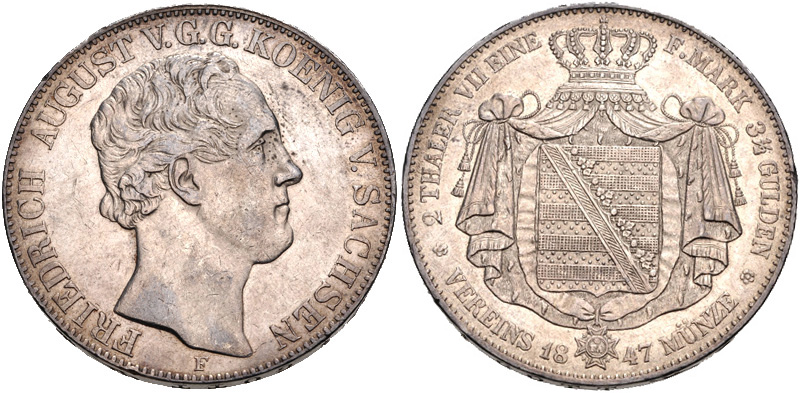
الملك فريدريك أوغسطس الثاني ، تالر مزدوج 1847، مع نقش 2 THALER VII A F. MARK 3 جولدن / فيرينسمونزي

بعد إدخال الاتحاد التجاري والجمركي الألماني، أسست الدول المشاركة الاتحاد الجمركي الألماني ( Deutscher Zollverein ) في ميونيخ ودريسدن في عامي 1837 / 1838، واعتمد معيار 14 ثالر البروسي (جراومان). بعد ذلك، الثالر المزدوج القياسي أو 31⁄2 سُكت قطعة جولدن.
في مملكة ساكسونيا سُكت العُملة التالية من الفضة النقية:
- 7 ثالر مزدوج = 14 فيراينستالرز ("ثالر اتحادي")
- 1 Vereinsthaler = 30 Neugroschen ("new groschen") = 300 بفينيج
- 1 نيجروسشن = 10 فنيج (1 علامة جيدة = 420 نيجروسشن )

يقابل الثالر في القيمة الثالر البروسي، والنيوجروشن الساكسوني كما يلي: 1⁄30 تالر إلى غروشن الفضة البروسية بقيمة أيضًا 1⁄30 تالر. اختلفت الأنظمة الاسمية الساكسونية والبروسية في تقسيم الغروشن إلى بفنغ. في حين احتفظت بروسيا بالنظام الاثني عشري القديم مع التقسيم إلى 12 بنسًا، اتخذت ساكسونيا خطوة واعية نحو النظام العُشري مع تَقسيم الغروشن إلى 10 بنسًا. هذا واضحًا بشكل خاص في ثلث الثالر، الذي يساوي 10 نيوجروشن أو 100 بفنغ ساكسوني.

### معيار ثالر 30 (1857–1871) (1872)

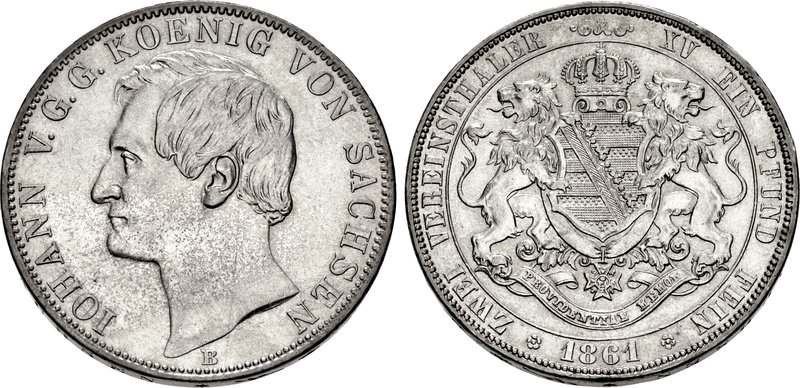
الملك جون ، تالر مزدوج، 1861، مع نقش 2 فيرينستالر الخامس عشر إين بوند فين

عام 1857، انضمت النمسا وليختنشتاين إلى اتحاد العُملات الألماني ( Münzverein ) في فيينا. قُدمت العُملة العشرية مع معاهدة فيينا للسك. استبدالت المارك بالجنيه الجمركي ( زولموند ) بقيمة 500 غ جنيه إسترليني. وإصدر الثالر باعتباره Vereinsthaler إلى جانب الثالر المزدوج. سَك 30 عُملة معدنية من الجنيه الجمركي الذي يبلغ وزنه 500 غرام. استخدم هذا المعيار في دار سك النقود في ساكسونيا في دار سك النقود في درسدن حتى تقديم العملة الإمبراطورية.
تأسيس الإمبراطورية بدون النمسا وليختنشتاين جعل العُملة الموحدة ممكنة. مارس الرايخ الألماني حق سَك العُملات المعدنية نيابة عن ولاياته الفيدرالية. انتهى تأريخ العُملات الساكسونية بإصدار عُملات مارك جديدة من الذهب والفضة، على الرغم من أنه في مملكة ساكسونيا حتى عام 1886 في دار سك النقود في درسدن ثم في مولدنهوتن بالقرب من فرايبرغ، ظلت دار سَك النقود تعمل حتى عام 1953. تعدل قيمة التالر القديم إلى معيار 14 ثالر مع علامة كولونيا كوزن أساسي للعُملة المعدنية، بشكل طفيف للغاية بموجب مُعاهدة فيينا للسَك إلى معيار 30 ثالر متوافق مع الجُنيه الجمركي كوزن أساسي للعملة المعدنية، يتوافق مع ثلاثة ماركات في العُملة المشتركة الجديدة. الساكسوني 1⁄3 تالر من 100 بفنغ كان يعيش في العلامة الجديدة المقدمة. وبهذا يكون من الممكن أن يظل البفنغ الساكسوني متداولاً لسنوات عديدة دون أي مشاكل عند قيمة البفنغ الجديد تحت الماركة.

### عملات دوقيات ألبرتين التي إنشأت عن طريق تقسيم الأرض

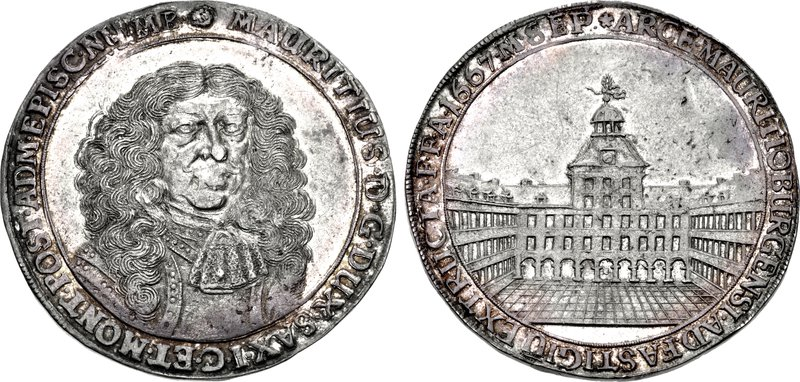
دوق موريس من ساكس-زيتز، عملة معدنية تم سكها عند بناء قلعة موريتزبورغ في زيتز، 1667

عندما توفي الناخب جون جورج الأول في 8 أكتوبر/تشرين الاول 1656 في قصره السكني في دريسدن، ترك وراءه وصية كتبها في 20 يوليو/تموز 1652. ومن أهم بنوده تقسيم الدولة بين أبنائه الأربعة. وفقًا لهذا، خلفه الابن الأكبر كناخب جون جورج الثاني؛ وأصبح ابنه الثاني، الدوق أغسطس، السلف لدوقات ساكس فايسنفيلس، وهو الخط الذي انقرض في عام 1746. أصبح ابنه الثالث، الدوق كريستيان، السلف لدوقات ساكس-ميرسيبورغ، التي انقرضت في عام 1738.
الابن الرابع، الدوق موريس، مدير دير ناومبورغ-زيتز من عام 1653، أقام في ناومبورغ من عام 1653 إلى عام 1663، ثم في زيتز في موريتزبورغ التي بناها. كان مؤسس خط Saxe-Zeitz. توفي موريس في 4 ديسمبر/كانون الاول 1681 في زيتز. وفي عام 1717، تنازل عن ممتلكاتهُ إلى ساكسونيا الانتخابية. توفي الابن الأخير من رجال الدين في عام 1759.
سُكت العُملات المعدنية من قبل دوقيات ساكس فايسنفيلس وساكس زيتز الألبيرتينية. الأكثر شهرة هو الثالر الذي سَكه عند بناء قلعة موريتزبورغ في زيتز، والذي يسميه فيلهلم إرنست تينتزل ميدالية (انظر الصورة).

## الأدب
- Arnold, Paul (1980). "Die sächsische Talerwährung von 1500 bis 1763." In Schweizerische Numismatische Rundschau. Vol. 59, 1980, pp. 50–94, doi:10.5169/seals-174534.
- Arnold, Paul (1986). "Walter Haupt und seine Sächsische Münzkunde". In Numismatische Hefte. No. 20, Dresden, ISSN [http://www.worldcat.org/issn/0323-6919

```
0323-6919
```

].
- Arnold, Paul (1996). "Die Genealogie der meißnisch-sächsischen Landesfürsten." In Dresdner numismatische Hefte, No. 1/1996, by the Numismatischer Verein zu Dresden (publ.). ISSN [http://www.worldcat.org/issn/1613-3447

```
1613-3447
```

]ISSN 1613-3447.
- Arnold, Paul, Harald Küthmann, Dirk Steinhilber (1997). Großer deutscher Münzkatalog von 1800 bis heute. Augsburg.
- Blaschke, Karlheinz (1990). Geschichte Sachsens im Mittelalter. Berlin: Unionverlag.
- Buck, Lienhard (1981). Die Münzen des Kurfürstentums Sachsen 1763 bis 1806. Berlin.
- Erbstein, Julius and Albert Erbstein (1888). Erörterungen auf dem Gebiete der sächsischen Münz- und Medaillen-Geschichte bei Verzeichnung der Hofrath Engelhardt'schen Sammlung. Dresden.
- Fengler, Heinz, Gerd Gierow and Willy Unger (1976). transpress Lexikon Numismatik. Berlin.
- Haupt, Walther (1974). Sächsische Münzkunde. Berlin: Deutscher Verlag der Wissenschaften.
- Jaeger, Kurt (1969). Die Münzprägungen der deutschen Staaten vom Ausgang des alten Reiches bis zur Einführung der Reichswährung (Anfang des 19. Jahrhunderts bis 1871/73). Vol. 10: Königreich Sachsen 1806–1873 und Herzogtum Warschau 1810–1815. Basle.
- Kahnt, Helmut (2005) Das große Münzlexikon von A bis Z. Regenstauf.
- Keilitz, Claus (2010). Die sächsischen Münzen 1500–1547. H. Gietl, Regenstauf.
- Klotzsch, Johann Friedrich (1779/1780) Versuch einer Chur-Sächsischen Münzgeschichte. 2 Teile. Johann Christoph Stößel, Chemnitz 1779/1780, urn:nbn:de:gbv:3:1-646198:{{{2}}} (digitalised by the University of Halle).
- Kohl, Christian A. (1994). Talerteilstücke des Kurfürstentums Sachsen. Typenkatalog albertinische Linie 1546–1763. Leipzig.
- Krug, Gerhard (1974). Die meißnisch-sächsischen Groschen 1338–1500. Berlin.
- Lorenz, Rudolf (1968). Die Münzen des Königreichs Sachsen 1806–1871 und des Großherzogtums Warschau 1807–1815. Berlin.
- Nicol, N. D., Marian S. More and Fred J. Borgmann: Standard Catalog of German Coins 1601 to present.
- Suhle, Arthur (1969). Die Münze. Von den Anfängen bis zur europäischen Neuzeit. Leipzig.
- von Schrötter, Friedrich, N. Bauer, K. Regling, A. Suhle, R. Vasmer, J. Wilcke (1970). Wörterbuch der Münzkunde. Berlin (reprint of the original edition of 1930).
- Weber, Tristan (2010). Die sächsische Münzprägung von 1500 bis 1571. H. Gietl, Regenstauf.
- Wieland, Clauß and Helmut Kahnt (2006). Die sächsisch-albertinischen Münzen 1611–1694. Regenstauf.